# 루카스 벨트란
루카스 벨트란(스페인어: Lucas Beltrán, 2001년 3월 29일 ~ )는 아르헨티나의 축구 선수이다. 그의 포지션은 스트라이커로, 현재 이탈리아 세리에 A의 피오렌티나에서 활약하고 있다.

## 클럽 경력
벨트란은 인스티투토에서 경력을 시작했으며, 2016년에 아르헨티나 프리메라 디비시온의 리버 플레이트로 이적했다. 2018년 10월 27일, 그는 알도시비와의 경기에서 처음으로 1군 벤치에 앉았다. 12월 2일, 그는 힘나시아 라플라타와의 경기에서 마지막 7분을 뛰며 17세의 나이로 프로 데뷔전을 치렀다.
2021년 7월 15일, 벨트란은 2022년 말까지 콜론에 임대되었다.
2023년 7월 11일, 벨트란은 옵션을 충족하면 최대 €20M까지 늘어날 수 있는 이적료로 세리에 A의 피오렌티나로 이적했다.

## 사생활
아르헨티나에서 태어난 벨트란은 이탈리아 혈통이다.

## 수상 내역

### 개인
- 아르헨티나 프리메라 디비시온 올 시즌의 팀: 2023